# Yvette Vickers
Yvette Vickers, ursprungligen Yvette Vedder, född 26 augusti 1928 i Kansas City, Missouri, hittad död 27 april 2011 i Beverly Hills, Kalifornien, var en amerikansk skådespelare och Playmate.
Efter en utvikningskarriär gav hon sig på skådespelaryrket och är därigenom mest känd från rollen som Honey Parker i Attack of the 50 Foot Woman.

## Filmografi i urval
- 1957 – Alla tiders hösäck
- 1958 – Attack of the 50 Foot Woman
- 1958 – Han svor att hämnas
- 1962 – Tryckpunkten
- 1963 – Vildast av dem alla
- 1971 – Vad hände med Helen?
- 1976 – Våldskrossarna